# Leitartikel (Walzer)
Leitartikel ist ein Walzer von Johann Strauss Sohn (op. 273). Das Werk wurde am 19. Januar 1863 anlässlich eines Balles im Sofien-Bad-Saal in Wien uraufgeführt. 